# Harry Motor
Harry Motor oprindelig Jensen (født 26. marts 1921 i Brædstrup, død 14. maj 2010) var en dansk erhvervsmand og tidligere direktør for Volvo i Danmark og siden i Australien.
1957-1988 skrev han "Teknisk Brevkasse" i FDM's medlemsblad Motor. Han har desuden skrevet adskillige bøger om salg og motivation.
Det bilglade tøjdyr Harry fra DSB's tv-reklamer er opkaldt efter Harry Motor.